# Sascha Pfattheicher
Sascha Pfattheicher (* 28. August 1997 in Karlsruhe) ist ein deutscher Handballspieler. Seine Körpergröße beträgt 1,83 m.

## Karriere
Pfattheicher begann mit dem Handballspielen mit vier Jahren beim SV Blankenloch. In der E- und D-Jugend spielte er für die Jugend-Spielgemeinschaft Stutensee und wurde in die Auswahlmannschaften des BHV berufen. In der C- und B-Jugend spielte Pfattheicher bei der SG Pforzheim/Eutingen. Von der dortigen U 17 wechselte er im Sommer 2014 in die 1. Mannschaft des Drittligisten SG Leutershausen. Mit Leutershausen stieg Pfattheicher in der Saison 2015/16 in die 2. Bundesliga auf. In der Saison 2016/17, in der Pfattheicher in 26 Spielen 80 Tore erzielte, schaffte Leutershausen den Klassenerhalt nicht und stieg wieder in die 3. Liga ab. Ab der Saison 2017/18 wurde Pfattheicher mit einem Zweitspielrecht beim Erstligisten TVB 1898 Stuttgart ausgestattet. Sein erstes Spiel in der Bundesliga bestritt er mit dem TVB am 24. August 2017 gegen die MT Melsungen. Im März 2018 gab der Verein bekannt, dass Pfattheicher ab der Saison 2018/19 nach Stuttgart wechseln wird. Seit der Saison 2024/25 steht er im Kader des HBW Balingen-Weilstetten unter Vertrag.
Pfattheicher wurde ab 2012 in die Jugendnationalmannschaften berufen. Seit Januar 2016 gehört er dem Elitekader des DHB an. 2016 wurde Pfattheicher für die B-Nationalmannschaft nominiert.
Pfattheicher spielt auf der Position eines rechten Außenspielers.

## Privates
Pfattheicher war Schüler des Thomas-Mann-Gymnasiums in Stutensee und des Otto-Hahn-Gymnasiums in Karlsruhe.
Zu dem im Jahr 2015 erschienenen Buch 300 x Karlsruhe – Gesichter einer Stadt hat Pfattheicher einen Beitrag beigesteuert.
Pfattheichers Vater war als Handballspieler für den TSV 1896 Rintheim in der 2. Bundesliga aktiv.